# Eccellenza Marche 1995-1996
Il campionato italiano di calcio di Eccellenza regionale 1995-1996 è stato il quinto organizzato in Italia. Rappresenta il sesto livello del calcio italiano.
Questo è il campionato organizzato dal Comitato Regionale Marche.

## Squadre partecipanti
| Squadra                    | Città (provincia)           |
| -------------------------- | --------------------------- |
| S.S. Audax Calcio Piobbico | Piobbico (MC)               |
| A.S. Biagio Nazzaro        | Chiaravalle (AN)            |
| Cagliese Calcio Srl        | Cagli (PU)                  |
| U.S. Calcinelli            | Saltara (PU)                |
| U.S. Castelfrettese        | Falconara Marittima (AN)    |
| Pol. Forsempronese         | Fossombrone (PU)            |
| U.S. Calcio Lucrezia       | Cartoceto (PU)              |
| U.S. Montegiorgese         | Montegiorgio (AP)           |
| Montegranaro Calcio        | Montegranaro (AP)           |
| S.S. Monturanese Calcio    | Monte Urano (AP)            |
| S.S. Potenza Picena        | Potenza Picena (MC)         |
| S.S. Real Montecchio       | Sant'Angelo in Lizzola (PU) |
| A.C. Sangiustese           | Monte San Giusto (MC)       |
| U.S. Truentina             | Castel di Lama (AP)         |
| Urbania Calcio             | Urbania (PU)                |
| Vadese Calcio              | Sant'Angelo in Vado (PU)    |

## Aggiornamenti
Venne confermato l'organico composto da 16 società: ancora una volta nessuna squadra marchigiana era retrocessa dal C.N.D. e quindi si pescò dal campionato di Promozione da dove salirono 5 squadre. Le debuttanti provenivano dal girone settentrionale e furono Cagliese, Calcinelli e Forsempronese. Dal girone meridionale salirono Potenza Picena, di ritorno dopo 3 anni, e Sangiustese, dopo 2.
Il campionato, che per la prima volta assegnava i 3 punti per la vittoria, venne vinto dal Lucrezia che precedette il Montegranaro. I veregrensi uscirono sconfitti al secondo turno degli spareggi nazionali ma furono in seguito ripescati nella serie superiore. In fondo alla classifica venne presto scritto il destino di Castelfrettese e Biagio Nazzaro mentre ben più battagliera fu la Cagliese che ritornava subito in Promozione.

## Classifica finale
|  | Pos. | Squadra                  | Pt | G  | V  | N  | P  | GF | GS | DR  |
|  | ---- | ------------------------ | -- | -- | -- | -- | -- | -- | -- | --- |
|  | 1.   | Lucrezia                 | 59 | 30 | 17 | 8  | 5  | 42 | 21 | +21 |
|  | 2.   | Montegranaro             | 56 | 30 | 16 | 8  | 6  | 43 | 25 | +18 |
|  | 3.   | Montegiorgese            | 51 | 30 | 14 | 9  | 7  | 37 | 28 | +9  |
|  | 4.   | Vadese                   | 44 | 30 | 10 | 14 | 6  | 24 | 19 | +5  |
|  | 5.   | Urbania                  | 43 | 30 | 11 | 10 | 9  | 37 | 32 | +5  |
|  | 6.   | Audax Piobbico           | 41 | 30 | 9  | 14 | 7  | 38 | 31 | +7  |
|  | 7.   | Monturanese              | 41 | 30 | 9  | 14 | 7  | 30 | 29 | +1  |
|  | 8.   | Sangiustese              | 40 | 30 | 9  | 13 | 8  | 27 | 23 | +4  |
|  | 9.   | Calcinelli               | 39 | 30 | 9  | 12 | 9  | 30 | 29 | +1  |
|  | 10.  | Real Montecchio          | 38 | 30 | 8  | 14 | 8  | 31 | 32 | -1  |
|  | 11.  | Potenza Picena           | 38 | 30 | 9  | 11 | 10 | 29 | 32 | -3  |
|  | 12.  | Truentina Castel di Lama | 36 | 30 | 6  | 18 | 6  | 31 | 28 | +3  |
|  | 13.  | Forsempronese            | 35 | 30 | 8  | 11 | 11 | 29 | 35 | -6  |
|  | 14.  | Cagliese                 | 30 | 30 | 6  | 12 | 12 | 23 | 33 | -10 |
|  | 15.  | Biagio Nazzaro           | 19 | 30 | 3  | 10 | 17 | 19 | 47 | -28 |
|  | 16.  | Castelfrettese           | 17 | 30 | 3  | 8  | 19 | 19 | 45 | -26 |

## Verdetti finali
- Il Montegranaro è successivamente ammesso al Campionato Nazionale Dilettanti.